# Marcus Thoren
Marcus Thoren (Estocolmo, 14 de abril de 1971) es un deportista sueco que compitió en taekwondo. Ganó una medalla de bronce en el Campeonato Europeo de Taekwondo de 1998, en la categoría de +84 kg.
Participó en los Juegos Olímpicos de Sídney 2000, donde finalizó séptimo en la categoría de +80 kg.

## Palmarés internacional
| Campeonato Europeo | Campeonato Europeo       | Campeonato Europeo | Campeonato Europeo |
| Año                | Lugar                    | Medalla            | Categoría          |
| ------------------ | ------------------------ | ------------------ | ------------------ |
| 1998               | Eindhoven (Países Bajos) | Medalla de bronce  | +84 kg             |